# (31097) Nucciomula
(31097) Nucciomula est un astéroïde de la ceinture principale, et plus spécifiquement du groupe de Hilda.

## Description
(31097) Nucciomula est un astéroïde du groupe de Hilda. Il présente une orbite caractérisée par un demi-grand axe de 3,96 UA, une excentricité de 0,11 et une inclinaison de 2,7° par rapport à l'écliptique.

## Compléments